# Los Talas (Uruguay)
Pour les articles homonymes, voir Talas.
Los Talas est une localité uruguayenne du département de Maldonado, rattachée à la municipalité de Aiguá.

## Localisation
Située au nord-est du département de Maldonado au kilomètre 202 de la route 13, la localité se niche à l'ouest de l' arroyo del Alférez (qui sert de limite avec le département de Rocha), à 28 km de la ville de Aiguá.

## Population
| 1975 | 1985 | 1996 | 2004 | 2011 |
| ---- | ---- | ---- | ---- | ---- |
| 123  | 171  | 105  | 144  | 124  |

## Source
- (es) Cet article est partiellement ou en totalité issu de l’article de Wikipédia en espagnol intitulé « Los Talas (Uruguay) » (voir la liste des auteurs).